# Publizistikpreis der Landeshauptstadt München
Der Publizistikpreis der Landeshauptstadt München wird seit 1992 vergeben, zunächst alle zwei Jahre, seit 1998 dann alle drei Jahre im Wechsel mit dem Literaturpreis der Landeshauptstadt München und dem Übersetzerpreis der Stadt München. Die Preissumme beträgt derzeit 10.000 Euro.
Die Preisträger müssen aus der Region München stammen oder eine enge Verbindung zu München als Ort ihres Schaffens haben. Ausgezeichnet wird eine Persönlichkeit, die dazu beigetragen hat, München als Medienstadt Profil zu geben.
Seit 2007 wird der Preis zusammen mit dem Herwig-Weber-Preis des PresseClubs München verliehen.

## Preisträger
- 1992: Erich Kuby
- 1994: Herbert Riehl-Heyse
- 1996: Maria von Welser
- 1998: Anneliese Friedmann (Herausgeberin der Abendzeitung)
- 2001: Dieter Hanitzsch
- 2004: Dirk Ippen
- 2007: Dieter Kronzucker
- 2010: Mercedes Riederer (Chefredakteurin Hörfunk des Bayerischen Rundfunks und Leiterin der Hauptabteilung „Politik und Aktuelles“)[1]
- 2013: Heribert Prantl
- 2016: Ulrich Chaussy
- 2019: Robert Andreasch[2]
- 2022:Natalie Amiri
- 2025: Annette Ramelsberger[3]